# Fluoreto de cádmio
Fluoreto de cádmio é o composto de fórmula química CdF2